# 챠살 유스 클럽
챠살 유스 클럽은 네팔의 축구단이다. 현재 마티어스 메모리얼 A 디비전 리그에 참가하고 있다.

## 우승
- 마티어스 메모리얼 B 디비전 리그: 2016

## 선수 명단

### 역대
틀:마터스 메모리얼 B 디비전 리그